# Вольковська сільська рада
Вольковська сільська́ ра́да (біл. Волькаўскі сельсавет) — адміністративно-територіальна одиниця у складі Івацевицького району Берестейської області Білорусі. Адміністративний центр — село Волька.

## Склад
Населені пункти, що підпорядковувалися сільській раді станом на 2009 рік:
| Населений пункт | Тип  | Населення, осіб (2009) |
| --------------- | ---- | ---------------------- |
| Волька          | село | 1037                   |
| Могилиці        | село | 379                    |
| Чемели          | село | 168                    |

## Населення
За переписом населення Білорусі 2009 року чисельність населення сільської ради становила 1584 особи.

### Національність
Розподіл населення за рідною національністю за даними перепису 2009 року:
| Національність            | Осіб | Відсоток |
| ------------------------- | ---- | -------- |
| білоруси                  | 1425 | 89,96 %  |
| росіяни                   | 106  | 6,69 %   |
| поляки                    | 29   | 1,83 %   |
| українці                  | 21   | 1,33 %   |
| татари                    | 1    | 0,06 %   |
| естонці                   | 1    | 0,06 %   |
| національність не вказана | 1    | 0,06 %   |
| Разом                     | 1584 | 100 %    |